# Honda (Kolumbia)
Honda – miasto i gmina w środkowej Kolumbii, w departamencie Tolima, położone nad rzeką Magdalena. Założone w 1539 roku przez Francisco Nuñeza Pedroso. Populacja: 26 873 (2005).

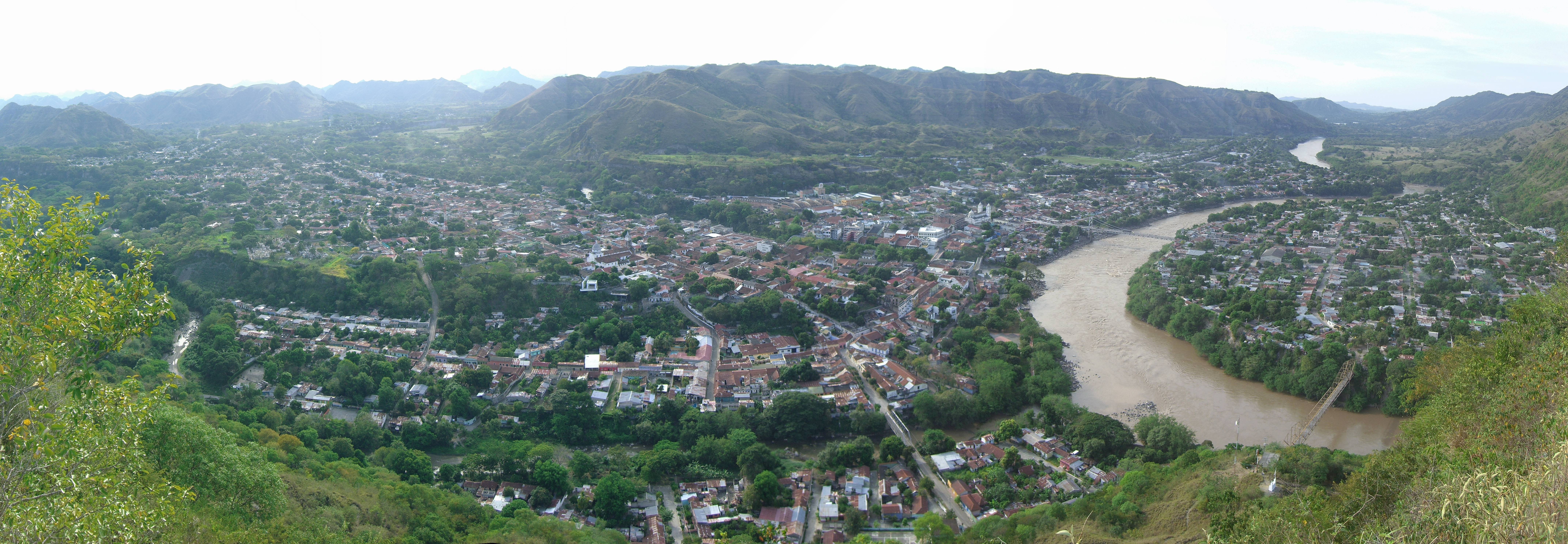
Panorama miasta